# Alfred Huttig
Alfred Franz Huttig (* 15. Jänner 1882 in Wien-Schottenfeld; † 28. Mai 1952 in Wien) war ein österreichischer Theaterschauspieler, Regisseur und Intendant.

## Leben und Wirken
Er war der älteste Sohn des aus Zettlitz in Böhmen stammenden Kaufmanns Alfred Florian Huttig und wurde 1882 in der Neubaugasse 22 im Wiener Stadtteil Schottenfeld geboren. Seine römisch-katholische Taufe erfolgte am 29. Jänner 1882. Nach dem Schulbesuch schlug Huttig eine künstlerische Laufbahn ein und wurde Schauspieler u. a. am Deutschen Theater in Prag. Es gibt aus seiner Prager Zeit die Legende, dass er aus Eitelkeit am Ende der Vorstellungen, als den Mitwirkenden auf der Bühne Applaus gespendet wurde, in das Publikum gerannt sei, um von dort Hoch Huttig! Hoch Huttig zu rufen und danach wieder zurück auf die Bühne eilte. Später arbeitete er dort als Bühnen- und Spielleiter (Regisseur).
Huttig blieb nach dem Ersten Weltkrieg in der neugegründeten Tschechoslowakei. In Aussig hatte die von Sozialdemokraten geführte Stadtverwaltung 1920 das dortige Stadttheater übernommen, dessen neuer Direktor Huttig wurde, der jährlich einen Pachtvertrag mit der Stadt abzuschließen hatte. Mit seiner ersten Regiearbeit, einer modern interpretierten, wagemutigen Inszenierung von Gothes Faust, Teil I., bewies er, dass das Aussiger Stadttheater schon 1921 die künstlerische Entwicklungsmöglichkeit einer gutgeleiteten mittleren Bühne besaß.
1929 konnte Huttig dem Ruf seiner Heimatstadt Wien nicht widerstehen und übernahm die ihm angebotene Leitung des Raimundtheater in der Wiener Vorstadt. Auf Dauer war er hier jedoch nicht zufrieden und er kehrte 1933 als Pächter und Direktor des 1909 geründeten Stadttheaters nach Aussig zurück. Als im Jahr 1934 das deutschböhmische Theater Aussig sein 25-jähriges Jubiläum feiern konnte, war die Presse voll des Lobs über die seit langem geleistete Kulturarbeit: Nicht nur Alfred Huttig, sondern die sozialdemokratisch geführte Aussiger Stadtgemeinde wurden dafür gelobt, „... alles mögliche getan [zu haben ] [...] um dem Theater nicht nur die Lebensfähigkeit, sondern wahrhaft künstlerische-kulturelle Kraft zu geben.“
Huttig erlebte hier im Oktober 1938 die Besetzung des Sudetenlandes durch deutsche Truppen und den sog. „Anschluss“ von Aussig an das Deutsche Reich. Einen Monat zuvor hatte er in Aussig u. a. mit den Theaterdirektoren Nikolaus Stingl aus Eger und Curth Hurrle die Sudetendeutsche Theaterkammer gegründet, die der Vereinheitlichung des sudetendeutschen Theaterlebens nach den Richtlinien der Sudetendeutschen Partei dienen sollte. Am 18. Oktober von der reichsdeutschen Presse nach seinen „Leiden als sudetendeutscher Theaterdirektor“ gefragt, berichtete Huttig lediglich von der Vepflichtung des Stadttheaters, einmal in der Woche „sein“ Theater dem tschechischen Laienspiel zur Verfügung stellen zu müssen. „Außerdem hatte er wenigstens zwei tschechische Autoren [pro Spielzeit] aufzuführen.“ Dass er trotz diesen Konzessionen gegenüber den Kulturbehörden der Ersten Tschechoslowakischen Republik auch seine künstlerische Freiheiten zu nutzen wusste, belegten seine zahlreichen Entdeckungen jüngerer Schauspielenden wie bspw. Maria Paudler. Nach dem sog. „Anschluss“ verstand Huttig seine Rolle und die des Aussiger Stadttheaters im NS-Kulturbetrieb als „kultureller Grenzposten“, der „Tell“, „Fidelio“ und „Lohengrin“ im Opernspielplan  aufzuführen hatte.
1941 wurde Huttig in Aussig von Edgar Groß (1886–1970)  als Intendant abgelöst.  Huttig, der 1942 „… im Auftrag von Gauleiter Bürckel vom Stadttheater Aussig nach Metz verpflichtet worden war […] [um dort] die Ewigkeitswerte der der deutschen Kultur […] [zu vermitteln]“, hatte in Metz  Aufbauarbeit zu leisten, die er auf Wunsch Brückels annahm. Nach seinem Engagement in Metz ging Huttig nach Graz.
Nach dem Zweiten Weltkrieg kehrte er nach Wien zurück und wirkte wieder als Schauspieler. Er spiele Rollen in Im Namen der Menschlichkeit (1948), in dem Film Maria Theresia (1951) und in Eva erbt das Paradies... ein Abenteuer im Salzkammergut (1951). Er starb kurz nach seinem 70. Geburtstag und wurde auf dem Wiener Zentralfriedhof beigesetzt.

## Hörspiele (Auswahl)
- 1947: Curt Goetz: Das Märchen (Advokat Hastings) – Regie: Curt Goetz (Hörspielbearbeitung – ORF)

Quelle: OE1-Hörspieldatenbank